# 河北石药足球俱乐部
河北石药足球俱乐部，前身为河北省足球队，是中国一家已解散足球俱乐部。

## 球队历史

### 专业队时期
1958年2月，天津市划归河北省并为河北省会。由于足球一直是天津的优势项目，又是国家白队下放，因此，河北省的足球重心就转移到了天津，队伍刚组建不久，就取得了辉煌战绩，在1959年第一届全运会上，这支河北队一鸣惊人，取得亚军。在1965年第二届全运会上，河北队勇夺冠军。1966年天津市重新划为直辖市后，河北足球一度沉寂。
1971年4月，河北足球队重建。1978年成为甲级队，1981年曾降入乙级。1983年第五届全运会上，成为北京和广东队那场“著名”的默契球的受害者，之后每况愈下。

### 职业队时期
1998年7月16日，东购集团与省体工大队达成协议，出资40万买断河北队冠名权，并参加乙级联赛。1998年，河北东购队在争夺前4名的双轮淘汰赛中被北京宽利队3比2淘汰。
1999年2月8日，河北一山足球俱乐部成立。在当年乙级联赛八进四的比赛中，一山队被湖北多人多队以3比2淘汰出局。2000年6月24日的乙级联赛，河北一山队在唐山迎战北京三高队，因不满裁判判罚，河北队五名队员参与了围打裁判。事后，中国足协给予河北队1号赵勇、9号李晓东、13号张继青终身禁赛的处罚，另两名参与此事的运动员马志强、张朝松和河北一山队主教练李志浩被处以停赛两年的处罚。虽然小组出线，但受罚后的河北一山队阵容严重残缺，最后，俱乐部决定退出第二阶段的比赛，河北足球的冲甲梦想就此破灭。终于在2000年底，一山俱乐部宣告解散。
2000年12月26日，河北石药足球俱乐部挂牌成立，当年河北石药队再次冲甲未果后，石药集团决定退出足坛。